# Torreóni mudéjar ház
A mudéjar ház a mexikói Torreón egyik történelmi műemléke, ma kulturális központként működik.

## Története
A házat Dr. Alberto Álvarez García sebészorvos építtette magánlakásnak 1907-ben (abban az évben, amikor Torreónt ciudad rangra emelték). Stílusa a spanyolországi mudéjar épületekére emlékeztet: ezt az irányzatot a doktor akkor ismerte meg, amikor az európai országban tanult. Az 1940-es években az épület belsejében egy másik házat alakítottak ki, így az eredeti előcsarnok mérete mintegy a felére csökkent, és több eredeti ajtót is elfalaztak.
Az épület állapota a 20. század második felétől kezdve jelentősen leromlott. 1996. április 7-én megjelent a város első olyan szabályzata, amely a történelmi jelentőségű épületek megőrzését volt hivatott előmozdítani, ám ezek után még évekig nem történtek lépések a lassan pusztuló ház megmentésének érdekében. Végül a 2010-es években, amikor már az évtizedek óta üresen álló, galambürülékkel vastagon borított épületet szinte az összeomlás fenyegette, megkezdődött a teljeskörű felújítás, ami 2019-re fejeződött be.

## Leírás
Az épület Torreón belvárosában, a főtértől, a Plaza Mayortól három háztömbnyire nyugatra, az Ildefonso Fuentes utcában található. Főhomlokzata keletre néz, alaprajza téglalap, és egy szintén téglalap alakú belső udvarral is rendelkezik, amelynek közepét egy nyolcágú csillagot formázó szökőkút díszíti.
Építéséhez a 20. század eleji Torreón jellegzetes anyagait és technikáit használták fel: fát, téglát és a Cerro de las Noasról származó követ (ebből épült például az alapzat), míg a díszítésül szolgáló faragott kövek a szomszédos állam fővárosából, Durangóból származtak. Közel egy méter vastag falai nem csak szerkezeti okokból ilyen készültek ilyen vastagra, hanem hőszigetelési célból is, így védekezve a forróság ellen. A ház jellegzetessége a színes, geometrikus és organikus mintákkal rendelkező mozaikpadló: ezek többsége főként az emeleti szobákban ma is az eredeti, a földszinten viszont annyira károsodott a mozaik, hogy ott ma csak utólag készült másolat látható.
Ma kulturális központként működik. Belsejében művészeti alkotásokat bemutató galéria, konferenciaterem, műhelyfoglalkozások számára szolgáló tantermek és könyvnyomda is található. Itt található a község múzeumait koordináló szervezet székhelye.

## Képek

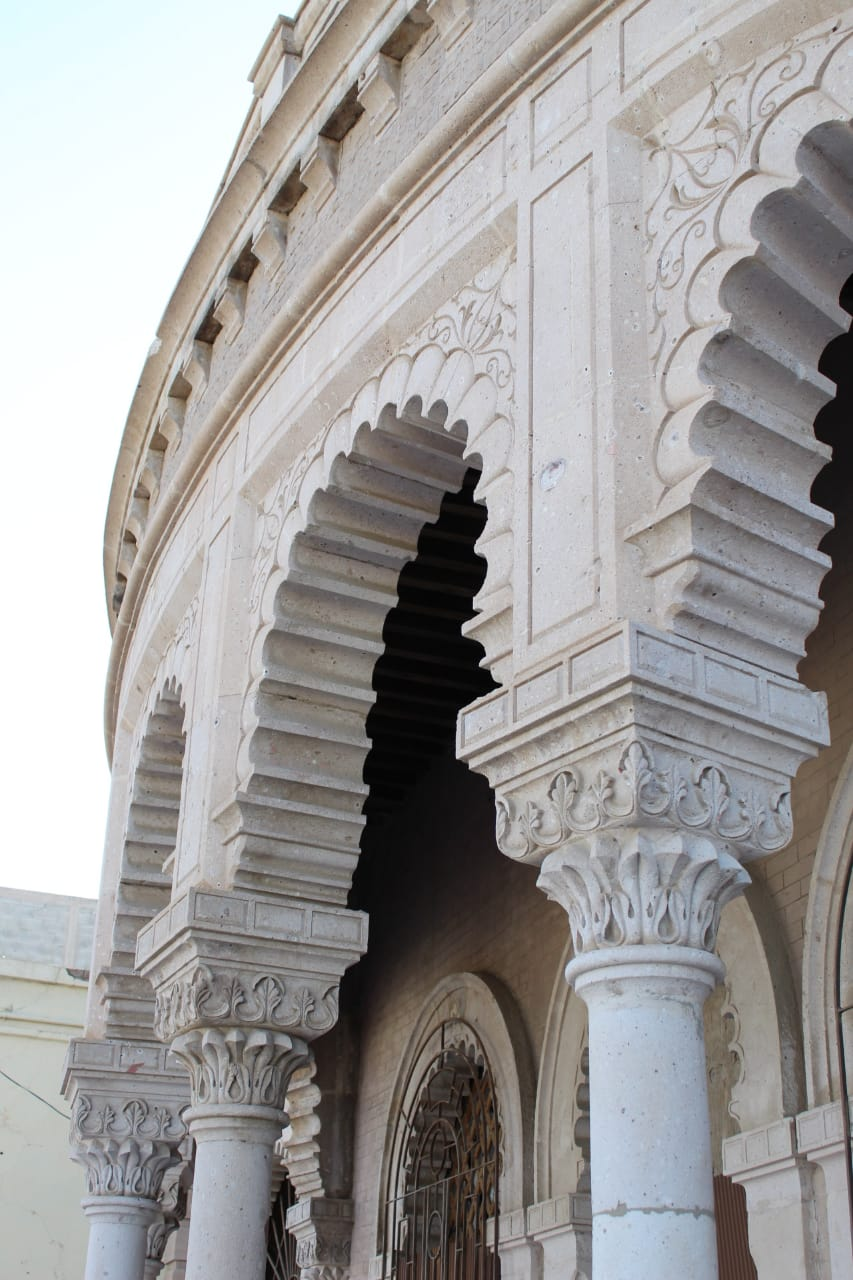
Boltívrészletek
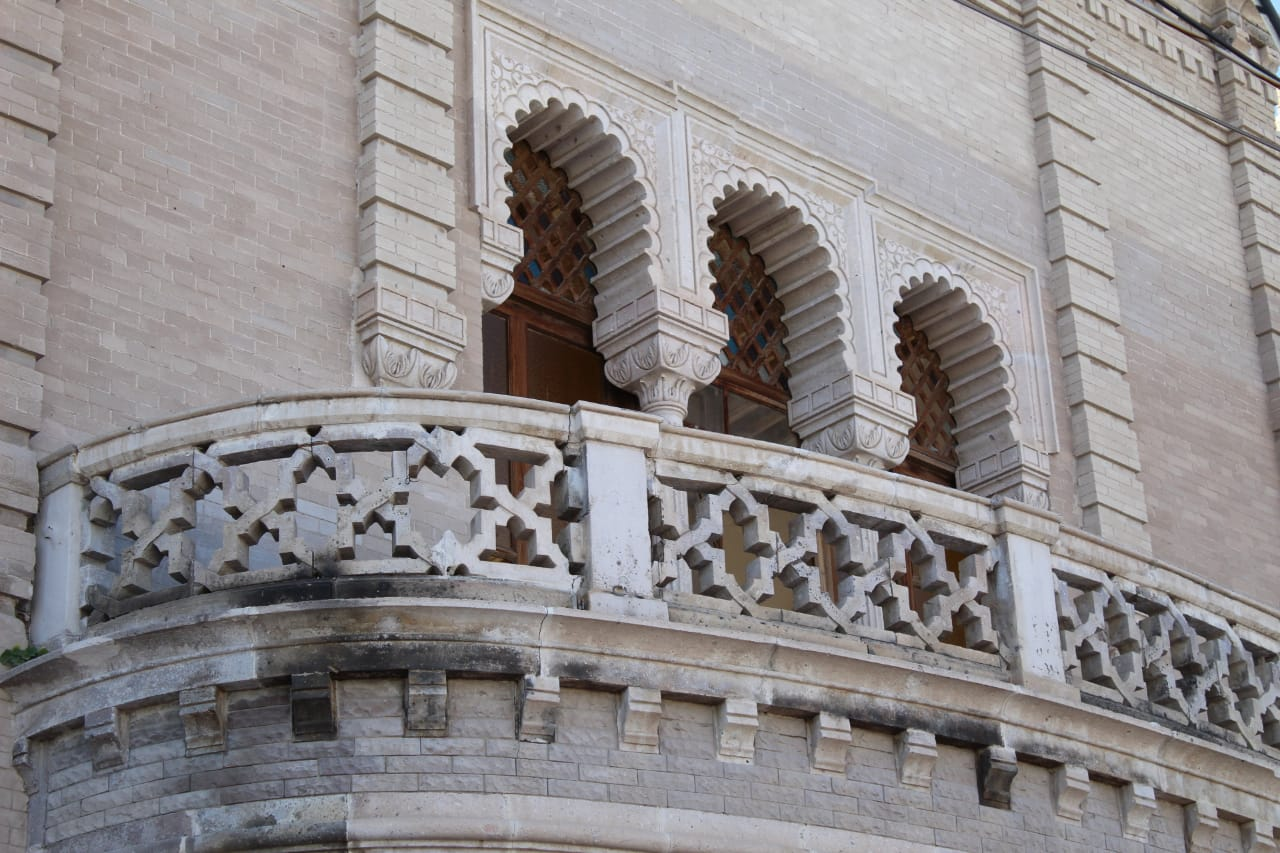
Homlokzati részlet
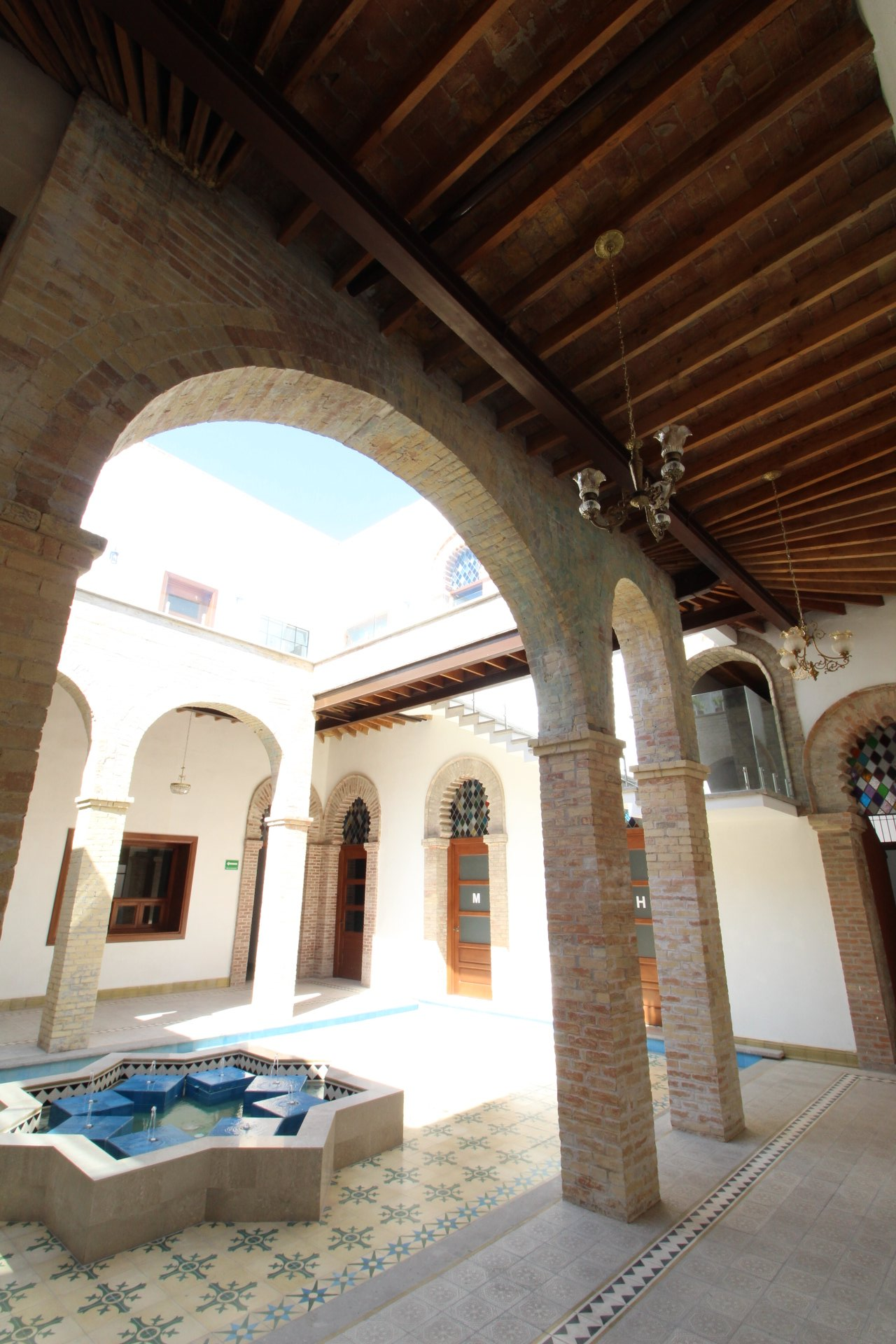
Az udvar